# Енн Бремер

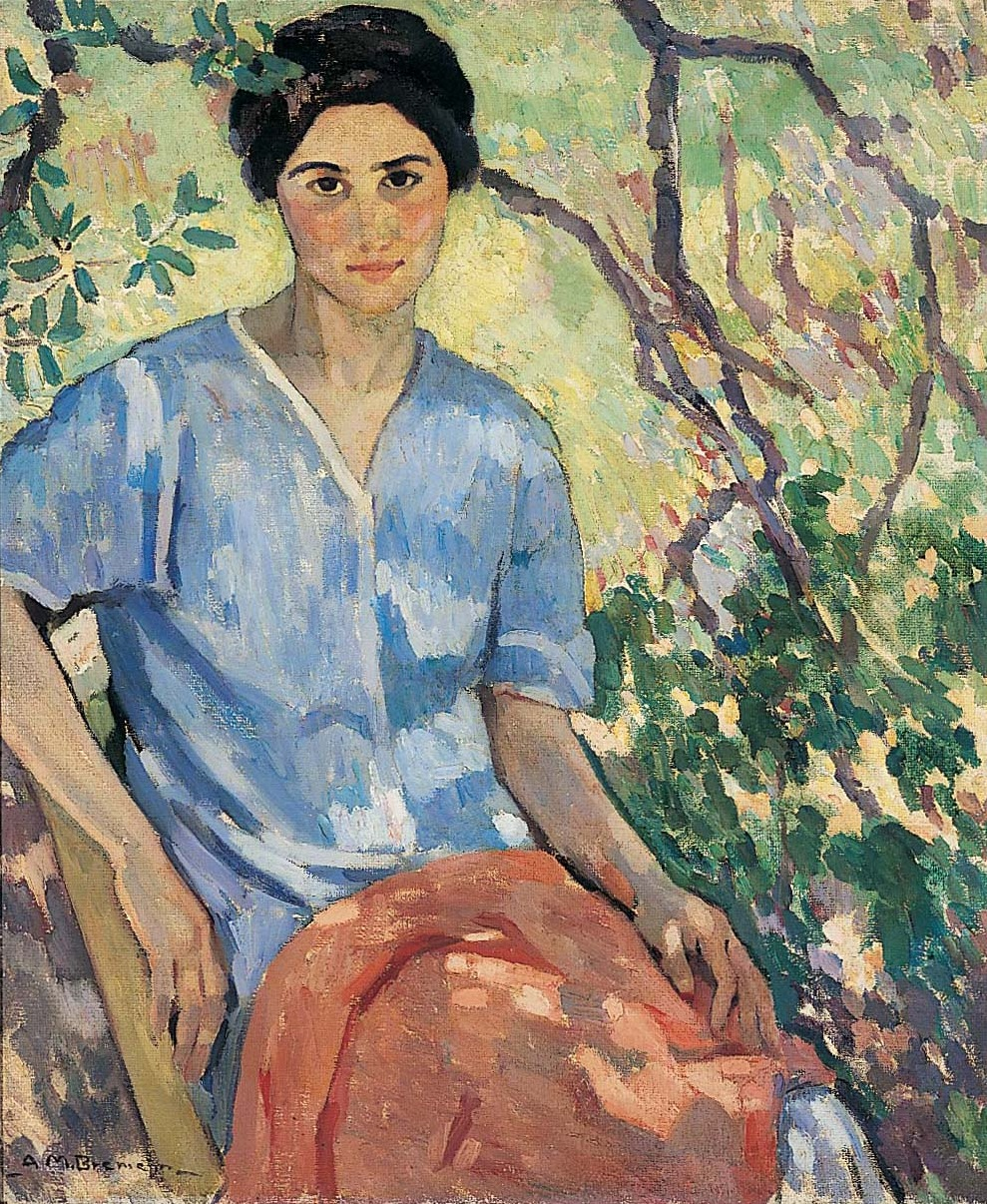
Енн Бремер, Рейвенлокс, прибл. 1917, полотно, олія, 30 1/2 x 25 дюймів, Художній музей коледжу Міллс

Енн Бремер (21 травня 1868 — 26 жовтня 1923) — каліфорнійська художниця під впливом постімпресіонізму, яку називали «найбільш „просунутою“ художницею в Сан–Франциско» в 1912 році після студій мистецтва в Нью-Йорку та Парижі. У 1916 році її описали як «одну з сильних постатей серед молодих модерністів», а пізніше як «борця сучасного руху». У неї було багато персональних виставок, у тому числі в Нью-Йорку.

## Життя
Енн Міллі Бремер народилася в Сан–Франциско 21 травня 1868 року в родині німецько-єврейських іммігрантів Джозефа та Мінни Бремерів, які належали до вищого середнього класу. У 1880—1881 роках вона подорожувала Європою разом з батьками. Вона вивчала мистецтво у Еміля Карлсена в Лізі студентів мистецтва Сан-Франциско, в Артура Метьюза та інших у Каліфорнійській школі дизайну Інституту мистецтв Марка Гопкінса, отримавши професійний диплом у 1898 році. Коли вона закінчила навчання, Енн входила до правління Sketch Club, організації жінок–художниць Сан-Франциско, і була її президентом під час землетрусу в Сан-Франциско у 1906 році. Під її керівництвом Sketch Club організував першу велику мистецьку виставку в місті після катастрофи та збільшив кількість членів включивши туди чоловіків.
У 1907 році Бремер жила в Берклі, штат Каліфорнія. Вона відвідувала літні заняття в Каліфорнійському університеті та написала серію пейзажів Іст-Бей. Того ж року її роботи виставлялися в новій галереї каліфорнійських художників у готелі Del Monte у Монтереї. Після двох років у Сан–Франциско вона переїхала до Нью-Йорка в січні 1910 року, де навчалася в Лізі студентів-художників Нью-Йорка. З середині квітня 1910 року Енн Бремер подорожувала Європою, переважно Італією, потім вона оселилася в Парижі, де залишалася до вересня 1911 року та навчалася в Академії модерну та Академії де ля Палет.
Після повернення до Сан-Франциско у 1912 році у неї була своя перша персональна виставка в галереї Vickery, Atkins &amp; Torrey та іншу в готелі St. Francis Hotel у листопаді — грудні 1912 року. Під час малювання в Кармел-бай-те-Сі, шитат Каліфорнія, влітку 1912 року вона познайомилася з художницею Дженні В. Кеннон і подружилася з нею. Вона використала свою власну студію-галерею, щоб поставити першу виставку робіт Бремери на півострові Монтерей і організувала її та бенкет з нагоди відкриття.
До 1913 року в будівлі на вулиці Пост у Сан–Франциско знаходився будинок та студія Бремери, який вона ділила з Альбертом Бендером та іншими художниками. Вона відігравала важливу роль у розвитку будівлі та житлових приміщень, роботи та виставок художників. У 1915 році вона представила п'ять робіт на Panama Pacific International Exposition і отримала бронзову медаль. Також 1915 року її роботи були включені до виставки «Сучасна школа» для трьох осіб (разом з Генрі Варнумом Пуром зі Стенфорда та Джеромом Блюмом із Чикаго) у Музеї історії, науки та мистецтва Лос-Анджелеса. Того року її роботи почали з'являтися на виставках California Art Club. У 1916 році її обрали секретарем Художньої асоціації у Сан-Франциско, де вона допомогла очолити важливий етап розвитку у поєднанні зі створенням художнього музею в Палаці витончених мистецтв. У 1917 році пройшла її персональна виставка з 27 картин в Арлінгтонських галереях у Нью-Йорку. Також у 1918 році вона взяла участь у другій щорічній виставці Товариства незалежних художників.
З 1921 року, Енн Бремер боролася з лейкемією. Вона покинула малярство і звернулася до вивчення літератури та написання віршів. Померла 26 жовтня 1923 року.

## Стиль
Творчість Бремери містить кілька елементів, пов'язаних із сучасним живописом. Кожна з її картин привертає увагу як плоска поверхня, на якій розміщено кольорові фарби, а не як реальне зображення чи його ілюзія. Мазки пензля широкі та відрізняються один від одного, іноді вирізняються ділянки незафарбованого полотна, які просвічуються. Існує або дуже мало натяків на глибину, або перспектива спотворена або неоднозначна. Кольори сміливі і не завжди реалістичні. Об'єктами картин можуть бути фігури, пейзаж, натюрморт або їх поєднання, але для художниці важливіше було створити вдалу композицію та емоційний ефект. Хоча її роботи індивідуалістичні, іноді вони нагадують роботи Роберта Генрі та Марсдена Гартлі, двох головних фігур сучасного американського мистецтва. Марсдсен Гартлі одного разу написав, що, на його думку, Енн Бремер була «однією з трьох справжньої видатних художниць Каліфорнії».

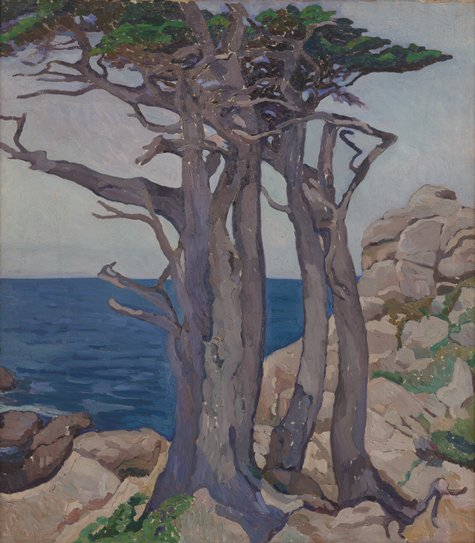
Вартові, бл. 1917, полотно, олія, 40 x 35 1/4 дюймів, Музей сучасного мистецтва Сан-Франциско

## Спадщина
Після смерті Енн Бремери у 1923 році Альберт Бендер встановив кілька пам'ятних знаків. Він заснував нагороду для митців–студентів і Меморіальну бібліотеку Енн Бремер в Художньому інституті Сан-Франциско, встановив мармурове крісло в Грецькому театрі Каліфорнійського університету в Берклі та скульптуру під відкритим небом у коледжі Міллс. Альберт Бендер спонсорував публікацію двох книжок «Невисловлені та інші вірші та шанування Енн Бремер» з обмеженим тиражем (надруковано Джоном Генрі Нешем, 1927). Завдяки впливу Енн Бремер і контактам з художниками Альберт Бендер отримав натхнення стати важливим покровителем художників і художніх музеїв і засновником Сан-Франциського музею сучасного мистецтва та Художнього музею коледжу Міллс. Бремер і Бендер поховані пліч–о–пліч на кладовищі Дім миру в Колмі, штат Каліфорнія.

## Персональні виставки
- 1912 Вікері, Аткінс і Торрі, Сан-Франциско
- 1912 St. Francis Hotel, Сан-Франциско
- 1913 Friday Morning Club, Лос-Анджелес
- 1914 Helgesen Galleries, Сан-Франциско
- 1916 Галерея Хілл Толертон, Сан-Франциско
- 1917 Арлінгтонські галереї, Нью-Йорк
- 1922 Print Rooms, Сан-Франциско
- Меморіальні виставки 1923 року, кімнати друку та Музей образотворчого мистецтва Сан-Франциско

## Музейні колекції
- Художній музей Крокера, Сакраменто, Каліфорнія
- Музей мистецтв коледжу Міллс, Окленд, Каліфорнія
- Каліфорнійський музей Окленда
- Художній музей Сан-Дієго
- Сан-Франциський музей сучасного мистецтва

## Вибрана бібліографія
- Рут Ліллі Вестфал, ред. (1986). Пленер художників Каліфорнії: Північ.ISBN 0961052015
- Творчий кордон: спільна виставка п'яти каліфорнійських єврейських художників, 1850—1928 (1975). Каталог виставки, Музей Джуди Л. Магнеса, Берклі та Музей Темпл Еману-Ель, Сан-Франциско.
- Джин Хейлі, ред. (1937). California Art Research  (WPA Project 2874, OP 65-3-3632), том. 7, стор. 87–128. Отримано 5 березня 2012.
- Філліс Акерман, «Жінка-художник із дотиком чоловіка», Мистецтво та декорування . Квітень 1923 р., стор. 20.
- Рей Бойнтон, «Карикатурні ляльки Рут Армер». . . " San Francisco Chronicle . 17 вересня 1922 р., стор. D4.
- «Енн Бремер повертається до виставкової роботи». Хроніка Сан-Франциско . 9 квітня 1922 р., с. F8.
- Хелен Епплтон Рід, [огляд виставки]. Brooklyn Daily Eagle . 4 листопада 1917 р.
- Бланш М. д'Аркур, «У студії Анни Бремер». Оса (Сан-Франциско). 23 червня 1917 р.
- Альма Мей Кук, «Консервативний постімпресіоніст: міс Бремер застосувала американський здоровий глузд до цієї фази французького мистецтва». Лос-Анджелеський експрес . 25 січня 1913 року.
- «Міс Енн М. Брюер[sic] Є цікава художня виставка: на полотнах зображені сцени, які є унікальними у світі художників». Хроніка Сан-Франциско. 24 березня 1912 р., с. 30.